# NGC 2681

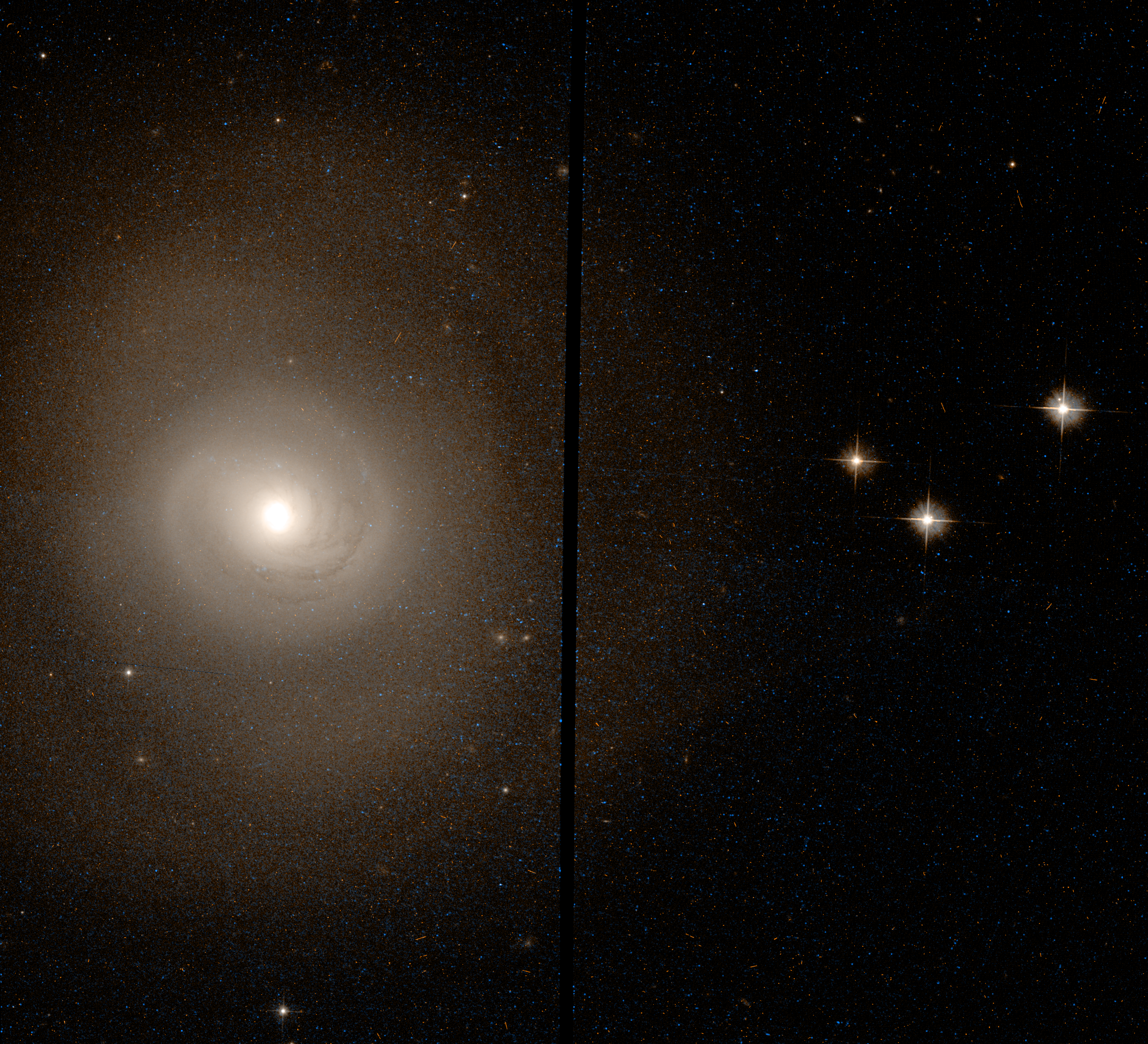
Hình ảnh NGC 2681 được chụp bởi kính viễn vọng Hubble

NGC 2681 là tên của một thiên hà hình hạt đậu và nằm trong chòm sao Đại Hùng. Tính từ Trái Đất, khoảng cách của nó xấp xỉ khoảng 50 triệu năm ánh sáng, điều này nghĩa là kích thước biểu kiến của nó là 55000 năm ánh sáng. NGC 2681 có một nhân thiên hà hoạt động và là thiên hà Seyfert loại 3. Nhân của nó cũng là khu vực phát xạ hạt nhân ion hóa thấp.
NGC 2681 có thể có đến 3 thanh chắn và có một thanh chắn tương đối lớn ở vùng bên ngoài. Vì thiên hà được nhìn gần như là trực diện nên các cấu trúc thanh chắn không thể có hiệu ứng phóng ra. Với các bức ảnh chụp từ trái đất, ta không hề thấy cấu trúc đai cũng như kiểu mẫu xoắn ốc mà chỉ thấy hai nhánh xoắn ốc đối xứng nhau bắt đầu từ điểm cuối của thanh chắn thiên hà cơ bản. Những bức ảnh chụp được còn cho thấy được là có những vùng H II năm trong nhánh xoắn ốc.
Bên cạnh đó còn có một đường bụi xoắn ốc được nhìn thấy thông qua kính viễn vọng Hubble.
Mô hình chuyển động học của tốc độ phân tán cho thấy rằng NGC 2681 có một lỗ đen siêu khối lượng mà khối lượng của nó có thể lên đến 6×107 lần khối lượng mặt trời. Từ trạm quan sát Chandra X-ray, NGC 2681 cho thấy 3 nguồn sao chỉ trong bên trong khu vực trung tâm thiên hà rộng 1 kiloparsec. Nhân thiên hà hoạt động của nó có độ sáng là 1.8 × 1038 erg/s, bằng 20% tổng độ sáng của vùng trung tâm.

## Dữ liệu hiện tại
Theo như quan sát, đây là thiên hà nằm trong chòm sao Đại Hùng và dưới đây là một số dữ liệu khác:
Xích kinh 08h 53m 32.7s
Độ nghiêng 51° 18′ 49″
Giá trị dịch chuyển đỏ 692 ± 11 km/s
Cấp sao biểu kiến 11,1
Kích thước biểu kiến 3′.6 × 3′.3
Loại thiên hà (R')SAB(rs)0/a 